# 賣身契 (1978年電影)
《賣身契》是1978年香港電影。  由嘉禾电影公司出品，许冠文自编自导，许氏三兄弟：许冠文、许冠英、许冠傑领衔主演。  该喜剧是根據當時電視台的收視率之爭作為基礎，風格是延續許氏在1970年代初期建立的頻率式視覺模式。「賣身契」是1978年的香港票房冠军作品，雖然收入達到港幣780萬，但票房與口碑均未及前作《半斤八兩》。 
曾获得台湾金馬獎「優等劇情片」獎，另有金馬獎最佳剪輯獲獎（张耀宗）、和最佳導演提名（許冠文）。  卖身契的电影乐曲包括：“杯酒当歌”、“卖身契”，由許冠傑作曲作詞主唱。
《賣身契》是日本Mr.Boo! 系列的第二部「Mr Boo! II Operation Invader」，在日本票房超越 Mr Boo! 首部曲半斤八兩。 

## 劇情
薛志文（許冠文飾）是鼠台電視訓練班學員，曾簽有一張空白的八年合約，因罕有出鏡機會，屢想跳槽，其弟薛志英（許冠英飾）為青年發明家，已製成遙控笑彈，能令人笑到不能自主。文於偶然機會中，在鄰台當節目主持，由於表現出色，大得經理賞識，欲與簽約，文因與鼠台有賣身契在先，唯有婉拒。文與鼠台經理談判解約未果，遂與英密謀偷回合約，英不幸被護衛員鎖於大夾萬內，後志文請求青年魔術家朱世傑（許冠傑飾）以魔術相助救出英，又要偷回合約，弄至笑料百出。

## 演員
| 演員              | 角色                           |
| ----------------- | ------------------------------ |
| 許冠文            | 薛志文                         |
| 許冠英            | 薛志英                         |
| 許冠傑            | 朱世傑                         |
| 劉娟娟            | 傑妹                           |
| 鮑翠鈴            | 黃經理                         |
| 楊威              |                                |
| 鄭富雄            | KING KONG                      |
| Russell Cawthorne | 多多星                         |
| 陳景祥            | 董事長                         |
| 鄺君能            | 鄺經理                         |
| 鄭少萍            | 李太，「大搏殺」遊戲節目參賽者 |

## 電影歌曲
- 主題曲〈賣身契〉主唱：許冠傑
- 插曲〈杯酒当歌〉主唱：许冠杰
- 插曲〈优美的旋律〉主唱：许冠英（国语）
- 插曲〈故苑怀旧〉主唱：許冠傑
- 插曲〈饮胜〉主唱：许冠杰
- 插曲〈今宵〉主唱：许冠杰
- 音乐〈太空舞〉作曲：许冠杰

## 獎項
| 頒獎典禮     | 獎項       | 名單   | 結果 |
| ------------ | ---------- | ------ | ---- |
| 第15屆金馬獎 | 優等劇情片 | 賣身契 | 獲獎 |
| 第15屆金馬獎 | 最佳導演   | 許冠文 | 提名 |
| 第15屆金馬獎 | 最佳剪輯   | 張耀宗 | 獲獎 |

## 外部連結
- 香港影庫上《賣身契》的資料（繁體中文）
- 豆瓣电影上《賣身契》的資料 （简体中文）
- 时光网上《賣身契》的資料（简体中文）
- AllMovie上《賣身契》的资料（英文）
- 爛番茄上《賣身契》的資料（英文）
- 互联网电影数据库（IMDb）上《賣身契》的资料（英文）